# Diani Beach

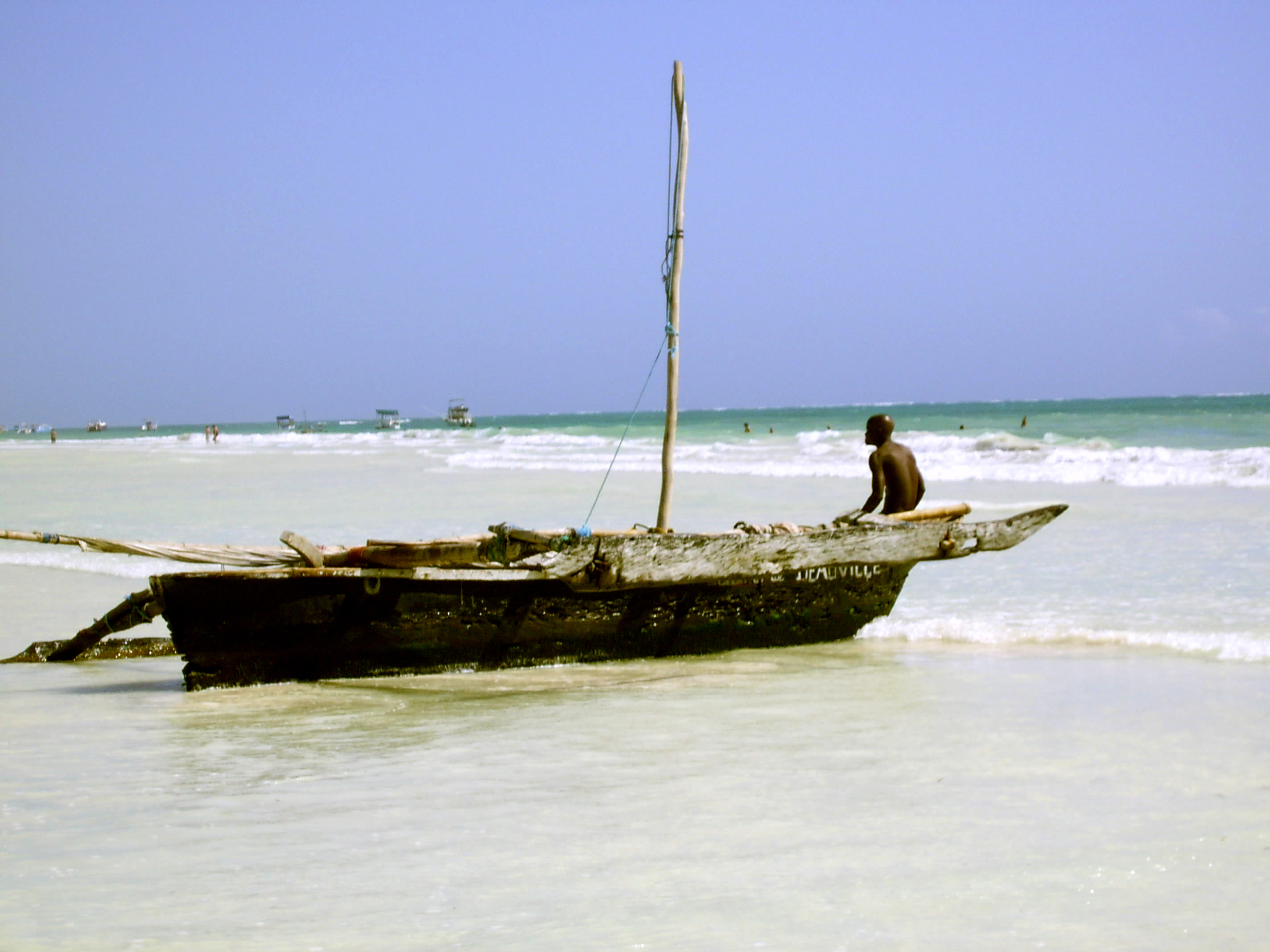
Stranden i Diani.

Diani Beach är en turistort vid Indiska oceanen i provinsen Kustprovinsen i Kenya. Närmaste större stad är Ukunda, några kilometer norrut.